# Тінь минулого
«Тінь минулого» — науково-фантастичне оповідання Івана Єфремова опубліковане 1945 року в журналі «Красноармеец» (№ 2-5).

## Сюжет
Археологічна експедиція веде розкопки:216 в Казахській АРСР, за 350 км від Талди-Сая. У пустелі досліджується поле кісток динозаврів.
Члени експедиції, зіткнувшись з нестачею питної води в джерелі, змушені розширити місце джерела за допомогою амоналу. Розібравши завал породи, вчені знаходять пласт скам'янілої смоли, що має гладку дзеркальну поверхню. Увечері археологічна група бачить міраж тиранозавра.
Керівник експедиції, Сергій Павлович Нікітін, хоче залишитися і поспостерігати за дзеркалом, ще деякий час. Але розуміючи, що в археологів закінчуються продукти — наказує їхати. Нікітін з'ясовує, що став свідком рідкісного фотографічного ефекту — світлового відбитка без бромосрібного процесу. Вчений починає шукати подібні відбитки і конструює оптичну апаратуру, здатну бачити природні фотографії.
Оповідання закінчується перемогою Нікітіна в наукових колах.

## Цікаві факти
- Винахідник практичної голографії Ю. М. Денисюк згадував у інтерв'ю, що надихнувся ідеєю голографії, прочитавши це оповідання[2]:8 (за іншими даними — повість «Зоряні кораблі»).
- Прообразом препаратора Марусі стала Марія Федорівна Лук'янова[ru], препараторка і розкопниця, подруга Івана Єфремова, яка брала участь разом з ним у багатьох палеонтологічних експедиціях[3].
- В романі Євгенія Гуляковського «Сезон туманів» використано аналогічний сюжет.

## Екранізації
Оповідання екранізовано в шостому випуску телепроєкту «Цей фантастичний світ».